# Pfortenbuch

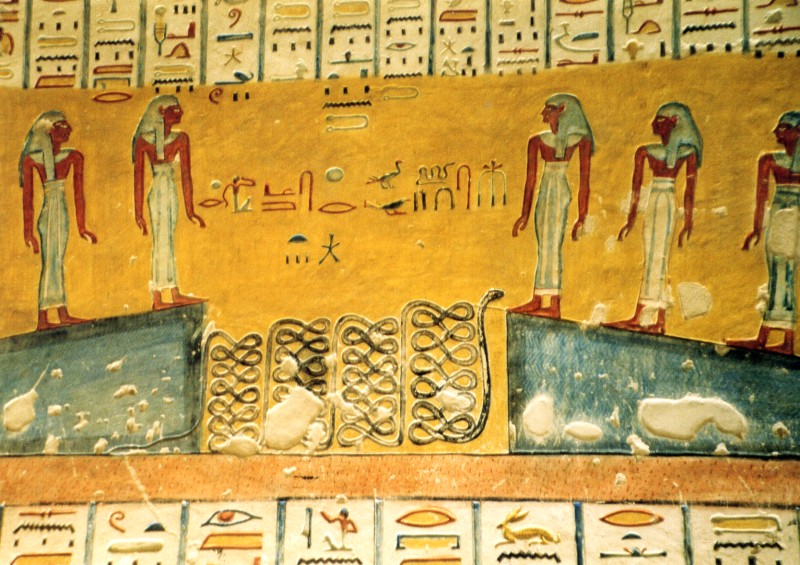
Szene aus der 4. Stunde, Grab Ramses IV. (KV2)

Das Pfortenbuch (moderne Bezeichnung) oder Das Buch von den Unterweltlichen, die Osiris beistehen ist ein altägyptisches Unterweltbuch, das erstmals nach der Amarna-Zeit (Ende der 18. Dynastie um 1300 v. Chr.) belegt ist.

## Inhalt
Das Pfortenbuch ist mit dem Amduat verwandt und zeigt wie dieses die Nachtfahrt des Sonnengottes Re in der Unterwelt. Im Allgemeinen ist es einfacher aufgebaut und zeigt vor allem nicht so viele Gottheiten und Dämonen.

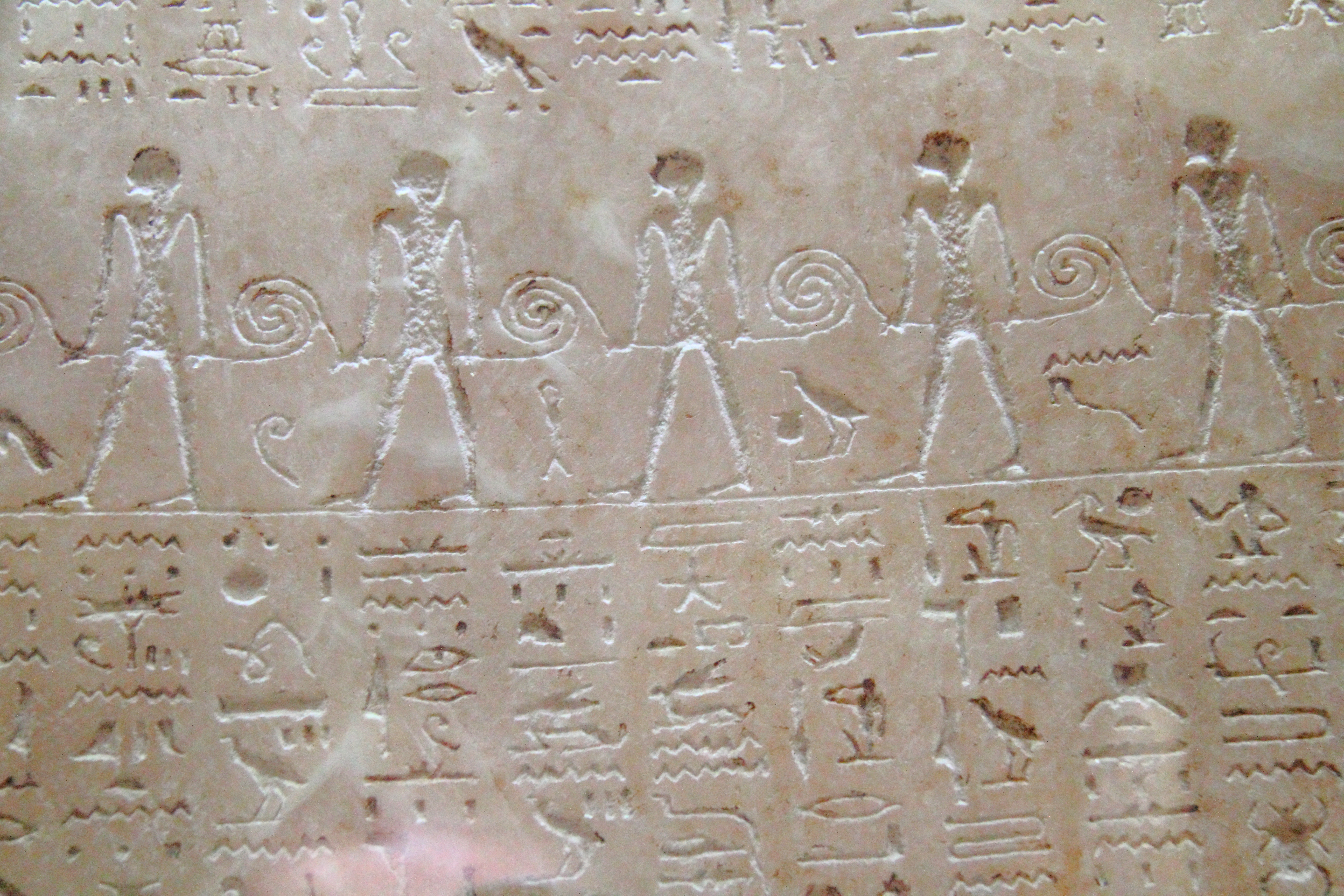
Ausschnitt aus dem Pfortenbuch auf dem Sarkophag von Sethos I.

Die Unterwelt ist, wie im Amduat, in zwölf Stunden unterteilt, die im Pfortenbuch durch Tore, die dem Buch den Namen gaben, getrennt sind. In der Unterwelt hat der Sonnengott verschiedene Hindernisse zu überwinden. Zusätzlich zum Amduat zeigt das Pfortenbuch in der 5. Stunde das Totengericht mit Osiris in der Halle der Vollständigen Wahrheit und am Ende den Gott Nun, wie er die Barke des Sonnengottes aus dem Urgewässer heraushebt.

## Belege
Das Pfortenbuch ist zum ersten Mal im Grab des Haremhab (KV57) belegt. Ab der 19. Dynastie wird es Standardprogramm in den Königsgräbern, wird aber vor allem in der 20. Dynastie nur in Ausschnitten wiedergegeben. In der Dritten Zwischenzeit ist es auch bei Privatleuten belegt.